# 野火春风斗古城 (电影)
《野火春风斗古城》是1963年上映的中国战争题材剧情片，由八一电影制片厂出品，严寄洲执导，王晓棠、王心刚等主演。影片改编自李英儒的同名长篇小说。被中宣部、中央文明办等评为百部爱国主义教育影片。